# Unione Sportiva La Torre
L'Unione Sportiva La Torre è una società polisportiva di Reggio nell'Emilia, oggi attiva nella pallacanestro maschile, nella pallavolo femminile e nel pattinaggio artistico a rotelle. Le sezioni pallavolistiche maschile e femminile hanno militato in più occasioni in Serie A. La pallacanestro maschile è arrivata fino al secondo campionato nazionale, mentre il pattinaggio ha ottenuto svariati titoli a livello nazionale e internazionale.

## Storia della società
La polisportiva nasce il 18 aprile del 1948, all'ombra del cortile della parrocchia di San Prospero in città, da cui prende i colori sociali: il grigio dell'arenaria del vecchio ottagono ed il rosso dei mattoni della basilica. Istituì dapprima squadre di calcio, e nel corso degli anni, gruppi di atletica leggera, tennis tavolo, hockey a rotelle, rugby, softball, baseball, tennis e calcio a cinque. Oggi sono presenti le sezioni di pallacanestro maschile, pattinaggio e volley femminile, attività nella quale l'Unione Sportiva ha ottenuto i suoi maggiori successi.
Fino a metà degli anni '70, La Torre rappresenta la città di Reggio Emilia ai massimi livelli in quasi tutti i principali sport di squadra, escluso il calcio. Poi, l'Assemblea straordinaria del 10/06/1974 delibera la cessione delle attività maggiori (pallacanestro, pallavolo, rugby e baseball) a gruppi autonomi. Cessione accompagnata da dirigenti, allenatori e materiale sportivo. Una scelta doverosa, rispetto alle esigenze del nascente sport professionistico, mentre La Torre, fedele alla propria storia e alle proprie origini, decide di concentrarsi soprattutto sull'attività giovanile e di base, ambiti in cui è ancora oggi un punto di riferimento per la città.
Il primo e storico presidente Sergio Martinelli (Omegna 1925 - Reggio Emilia 2010) resta in carica fino al 1996, quando passa il testimone a Raul Siligardi, rimanendo però in seno alla Società, quale Presidente Onorario e Presidente della Sezione Ambiente, creata in quello stesso 1996, con lo scopo di coordinare le innumerevoli attività extra sportive della Torre (cene sociali, Centro Estivo, gite, eventi vari, ecc...). Nel 2017 viene nominato il terzo presidente: Luigi Siligardi succede al padre Raul, il quale assume, su decisione dell'Assemblea dei Soci, il ruolo di Presidente Onorario. 
Nel 1983 il CONI attribuisce alla società la stella d'argento al merito sportivo e nel 1994 La Torre riceve il discobolo d'oro da parte del Centro Sportivo Italiano. Nel 2023 il cerchio si chiude, quando il CONI insignisce La Torre della stella d'oro al merito sportivo, la massima onorificenza dello sport italiano.
Attualmente la società reggiana, grazie all'opera dei suoi tanti volontari, conta circa 400 tesserati, a cui vanno aggiunti i soci e le molte presenze ai vari eventi extra sportivi.  Disputa attività in ambito federale (FIP, FIPAV, FISR) e con gli Enti di Promozione Sportiva. Un forte spirito di appartenenza e un'attenzione alla persona, prima ancora che all'atleta, sono le principali ragioni del successo di questa realtà, che nel 2018 ha festeggiato i suoi primi 70 anni con numerose iniziative, tra cui la realizzazione di un docufilm prodotto dalla Fondazione per lo Sport di Reggio Emilia.

### Storia della sezione pallavolo

#### Maschile
La sezione di pallavolo maschile della Torre nasce nel 1951, con il ruolo fondamentale di Enzo Zappettini. Si cimenta nei campionati federali a partire dal 1959, quando assorbe l'Universal Stiror (ex Circolo Luna Amica) e partecipa alla Serie B. Tolta l'auto retrocessione in C del 1960, campionato chiuso con l'immediato ritorno in B, la società disputa ininterrottamente campionati di Serie A e Serie B fino a quando scende in serie C al termine della stagione 1972-73. In estate, arriva la fusione con il San Giorgio Sassuolo e La Torre è sostituita, nel rappresentare al vertice la pallavolo cittadina, dal Volley Ball Club Reggiano, oggi Galileo Giovolley. In ogni caso, i settimi posti raggiunti per tre volte in Serie A (1963-64, 1965-66 e 1966-67) rappresentano ancora i piazzamenti migliori ottenuti a Reggio Emilia dal volley maschile.

#### Femminile
Particolarmente brillante fu il primo decennio della storia de La Torre pallavolo femminile. Sulla scia dell'attività maschile, è lo stesso Enzo Zappettini a dare il via a quella femminile nel 1958: progressivamente, le atlete delle varie realtà cittadine, principalmente parrocchiali, che partecipano ai campionati FARI (l'equivalente del CSI per le donne), confluiscono nella Torre. I risultati non si fanno attendere: la squadra arriva seconda alle finali nazionali FARI di Perugia del 1960, poi giungono le prime soddisfazioni in ambito FIPAV. Vinto nel dicembre 1961 il concentramento regionale del Campionato di Propaganda Federale, ecco la promozione in Serie A (la seconda serie nazionale, dopo la Prima Serie). Nella serie cadetta (nel frattempo ridenominata Serie B) La Torre resta 3 stagioni, prima del grande salto, che avviene nel giugno 1964. Gli spareggi di Firenze vedono, infatti, le grigiorosse regolare Trieste, Cogne, Ferrara e Palermo.
L’approdo nella massima serie (ora Serie A) porta con sé la necessità di rivedere alcuni aspetti dell’organizzazione societaria, per renderla adeguata al nuovo impegno. Il tutto si risolve al meglio pochi giorni prima dell’inizio del campionato, quando nasce il Gruppo Sportivo Max Mara La Torre. Max Mara, infatti, partecipava già da alcune stagioni alla serie A, ma il gruppo era meno competitivo di quello torriano: da qui la scelta di unire le forze dal punto di vista tecnico ed economico. Incredibilmente, un gruppo nato nei cortili di parrocchia si rivela imbattibile, vincendo quattro scudetti consecutivi dal campionato 64-65 al campionato 67-68, i primi due con Eugenio Chierici in panchina, gli altri due con Rino Bagnacani. La squadra si confronta in Coppa Campioni con le corazzate dell'Est Europa, festeggia le convocazioni in nazionale delle sue giocatrici (le prime sono Tullo, Scaltriti e Riva), dando vita a una rivalità accesissima con Modena, che riuscirà a scucire lo scudetto dalle maglie reggiane nella stagione 68-69. La Torre prosegue, comunque, con orgoglio il suo cammino ai massimi livelli in serie A. Fisiologici i cambi di allenatore e di sponsor, così nel 68-69 il nuovo coach diventa Cesare Del Zozzo e il marchio Max Mara viene sostituito da Cimurri Sport. Successivamente, altri sponsor si affiancheranno alla squadra, come Pelliccerie Bartoli (71-72, 72-73) e, da ultimo, Cucine Orlandini (73-74).
In conseguenza dell'Assemblea Straordinaria del 10/06/74, ecco durante il campionato 74-75 la svolta: nasce il Gruppo Sportivo Nelsen (dal nome del nuovo sponsor, che sostituisce l’Orlandini), autonomo dall’Unione Sportiva per quanto riguarda la gestione, anche se associato alla società quale Sezione Volley. Nelsen cura anche la squadra di Prima Divisione e quella Allieve, mentre direttamente sotto la casa madre torriana restano la Serie D e le leve, conservando il marchio Orlandini.
Da quel momento e fino ai giorni nostri, l'attività della Torre nella pallavolo femminile si concentra sulle giovanili, che, a seconda dei momenti, hanno il loro sbocco nei campionati di Serie D, o di Prima, Seconda e Terza Divisione. Un'interessante ricerca della Gazzetta dello Sport (articolo del 22 febbraio 2019) ha certificato che, in ambito FIPAV, l'Unione Sportiva La Torre è la quinta società più storica in Italia, con prima affiliazione risalente al 1952.

### Storia della sezione pallacanestro
La pallacanestro è, fin dai primi anni di vita dell'Unione Sportiva, una delle discipline trainanti. Le rudimentali plance del cortile di San Prospero attraggono l'interesse di tanti giovani e, nel 1950, sorge ufficialmente la Sezione Pallacanestro. È del 1952 la prima affiliazione alla FIP, con il numero 000121 che rappresenta, di per sé, un pezzo di storia: emergerà, infatti, da una ricerca del 2014, che La Torre è la sesta società della penisola per anzianità, la prima della regione, preceduta da un manipolo di lombarde (Pallacanestro Cantù, Pallacanestro Milano, Olimpia Milano, Pallacanestro Varese, Robur et Fides Varese).
Inizialmente, la Sezione, guidata dal carismatico Athos Miglio, si appoggia al Centro Sportivo Italiano per svolgere la propria attività e festeggia prestissimo i primi allori, conquistando anche due titoli nazionali nel 1953 e nel 1958.
Contestualmente, si inizia a partecipare all’attività federale: la Promozione regionale nel 56/57 e, l’anno dopo, la Serie C. Nel giro di alcuni anni, lo sviluppo è vertiginoso e La Torre diventa la società di riferimento del movimento cestistico reggiano. Infatti, la gloriosa Burrogiglio chiude i battenti nel 1957, proprio appena dopo aver conseguito il miglior risultato di sempre, sfiorando il salto in prima serie (denominata Elette). Per una stagione (57/58) le sorti del massimo campionato presente in città (la Serie A) vengono rette dalla Ass. Pallacanestro Reggiana, nata grazie anche al contributo dei dirigenti della Reggiana calcio (tanto che le maglie sono granata), ma a scongiurare la scomparsa del basket serve l'intervento della nostra Unione Sportiva, nei primi tempi insieme al CSI. Così, dal 1958/59 e per oltre un decennio, saranno i colori grigiorossi a rappresentare Reggio lungo la penisola. Si parte dal girone B del campionato di Serie B (all'epoca la terza serie), con un gruppo ricco di giovani, accanto ad alcuni senatori che già avevano vestito la maglia della Burrogiglio. L'allenatore è Corrado Pizzi, alla prima esperienza in panchina, dopo aver appeso le scarpe al chiodo. Le partite interne si disputano in viale Magenta (palestra coperta, fatto non scontato nel 1958).
Dopo un paio di stagioni per prendere confidenza con la categoria, quella 60/61 è storica, perché sancisce la promozione in serie A (seconda serie, dietro il campionato Elette). La Torre riesce a trovare le risorse per partecipare alla serie A, anche grazie all’abbinamento con Medaglie Alberti. Si alternano stagioni esaltanti ad altre più deludenti. Non potrebbe, d’altronde, essere altrimenti, perché la società grigiorossa si confronta con autentiche corazzate (Gira Bologna, All’Onestà Mlano, Victoria Pesaro, ecc..). Inoltre, i migliori prodotti del vivaio vengono ceduti, per far quadrare i conti e consentire loro di misurarsi su palcoscenici più prestigiosi. È il caso di Tullio Corradi nell’estate del ’62 al Gira, poi nel '63 a Biella di Giorgio Castagnetti e di Chico Ovi (il primo cestista reggiano a vestire la maglia della nazionale, centrerà l’accoppiata Scudetto-Coppa Italia con Varese nel 1969). Qualche anno dopo, succederà lo stesso a Giuliano Spaggiari, che accettò il momentaneo trasferimento a Bologna, solo perché a imporglielo fu… il papà Vivaldo, all’epoca presidente della Sezione Pallacanestro.
Dalla stagione 65/66, il cammino della Torre ai massimi livelli prosegue in serie B, per la riforma dei campionati voluta dalla FIP (il campionato Elette assume la denominazione di serie A). Lo sponsor diventa Scatt Termoshell, ma non si evita una bruciante retrocessione, che si materializza nello spareggio perso d’un soffio (58-60) a Livorno il 17 aprile contro le Forze Armate. Lascia dopo 8 anni il coach Corrado Pizzi, sostituito da Antonio Spallanzani; in estate arrivano il ripescaggio e il nuovo sponsor Smeg, ma purtroppo al termine della stagione 66/67 il penultimo posto condanna nuovamente alla retrocessione. Di tutt’altro tenore il successivo campionato di serie C, che la Torre domina vincendo 20 partite su 22, guidata in panchina da Antonio Pattaccini, e quindi tornando subito in B.
Il 1968 è un anno particolare, perché il basket si trasferisce nel nuovo palasport di via Guasco, che in giugno, grazie alla Torre, ospiterà anche, per la prima volta a Reggio, gli Harlem Globetrotters. Sempre nel 1968, viene lanciata la pallacanestro femminile, spinta dalla passione di alcuni nomi illustri nel panorama cestistico cittadino, come Doriano Chierici, Franco Vezzosi e Adelmo Luppi. Un’esperienza di alcune stagioni (poi il basket rosa sarà portato avanti da altre realtà, in primis l’Arbor), con il marchio Vaibrun e la partecipazione al campionato regionale di Promozione.
In serie B la squadra, di nuovo allenata da Pizzi, resisterà due anni (68/69 e 69/70), poi verrà presa in mano da Franco Vezzosi che vincerà subito la serie C (70/71). Successivamente, i grigiorossi manterranno la serie cadetta fino al campionato 73/74 (sponsor Renana Assicurazioni), l’ultimo con Vezzosi in panchina. I tempi, ormai, si stanno avviando verso una sempre più netta divisione tra sport professionistico ed amatoriale e La Torre fa la sua scelta nella storica Assemblea Straordinaria del 10/06/74.
L’epopea, insomma, è ai titoli di coda: guidata da Doriano Chierici, la squadra vive altre due stagioni in serie C (la seconda abbinata Lambrusco Doc), nel frattempo diventata la quarta serie, dopo la riforma dei campionati che nel 74/75 introduce l’A2. In seguito, dal campionato 76/77 la nuova Cestistica Tricolore disputerà la serie D, mentre La Torre si concentrerà solo sulle giovanili, per una storia che continua fino ai giorni nostri, con stabili partecipazioni ai campionati di Serie D (oggi DR1) o di Promozione (oggi DR2). Inoltre, diversi atleti, partiti dal vivaio grigiorosso, dagli anni '80 in poi hanno spiccato il volo verso la Serie A e la Serie B.
Quanto alla Cestistica Tricolore, risalita in C, confluirà poco più tardi nella neonata Pallacanestro Reggiana.